# Pollocks förmodan om oktaedertal
Inom additiv talteori är Pollocks förmodan om oktaedertal en än så länge obevisad förmodan som säger att varje positivt heltal kan skrivas som summan av högst sju oktaedertal. Förmodan framlades på 1850-talet av Sir Frederick Pollock. Förmodan är en del av en generalisering av Fermats figurtalssats till tredimensionella figurtal, även kända som polyedertal.